# Viliam Gajdúšek
Viliam Gajdúšek (* 13. května 1955), uváděný chybně jako Jaroslav Gajdůšek, je bývalý slovenský fotbalový obránce a později rozhodčí, delegát a funkcionář.

## Hráčská kariéra
V československé lize hrál za Jednotu Trenčín. Nastoupil ve 13 ligových utkáních, gól v lize nedal.

## Ligová bilance
| Ročník                                   | Zápasy | Góly | Minuty | Klub            |
| ---------------------------------------- | ------ | ---- | ------ | --------------- |
| 1. československá fotbalová liga 1976/77 | 10     | 0    | 679    | Jednota Trenčín |
| 1. československá fotbalová liga 1977/78 | 3      | 0    | 79     | Jednota Trenčín |
| CELKEM 1. liga                           | 13     | 0    | 758    |                 |